# Нижній Бегеняш
Нижній Бегеня́ш (рос. Нижний Бегеняш, башк. Түбәнге Бәгәнәш) — присілок у складі Аургазинського району Башкортостану, Росія. Входить до складу Семенкинської сільської ради.
Населення — 235 осіб (2010; 241 в 2002).
Національний склад:
- татари — 70%
- башкири — 28%